# Jérémy Cabot
Jérémy Cabot (Troyes, 24 de julio de 1991) es un ciclista francés que fue profesional entre 2017 y 2024.

## Trayectoria
En 2021 disputó el Tour de Francia, siendo su primera gran vuelta.

## Palmarés
2019
- París-Troyes

## Resultados en Grandes Vueltas
| Carrera | Carrera         | 2017 | 2018 | 2019 | 2020 | 2021  | 2022 | 2023 | 2024 |
| ------- | --------------- | ---- | ---- | ---- | ---- | ----- | ---- | ---- | ---- |
|         | Giro de Italia  | —    | —    | —    | ―    | —     | —    | —    | —    |
|         | Tour de Francia | —    | —    | —    | —    | 132.º | —    | ―    | —    |
|         | Vuelta a España | —    | —    | —    | ―    | —     | —    | —    | —    |

—: no participa
Ab.: abandono

## Equipos
- Roubaix Lille Métropole (2017-2018)
- Total (2020-2023)
  - Team Total Direct Energie (2020-6.2021)
  - Team TotalEnergies (6.2021-2023)
- Saint Michel-Mavic-Auber93 (2024)